# Macrothele holsti
Macrothele holsti là một loài nhện trong họ Hexathelidae. Loài này phân bố ở Đài Loan.